# Calatagan
Calatagan es un municipio filipino de segunda clase, perteneciente a la provincia de Batangas, en la isla de Luzón.

## Historia
Hacia mediados del siglo XIX, el lugar, que por entonces conformaba una jurisdicción eclesiástica junto con Balayan, tenía contabilizada una población de 422 habitantes, repartidos en 70 casas. Aparece descrito en el primer volumen del Diccionario geográfico, estadístico, histórico de las Islas Filipinas (1850) de Manuel Buzeta Núñez y Felipe Bravo con las siguientes palabras:

CALATAGAN: pueblo con cura y gobernadorcillo, que forma jurisd. ecl. con Balayang, en la isla de Luzon, prov. de Batangas, dióc. del arz. de Manila: se halla sit. en los 124° 23' 20" long., 13° 58' 30" lat., en la costa occidental de la prov., en terreno desigual; su clima es templado y saludable; hállase defendido de los vientos del N. E., y en el dia tiene como unas 70 casas de sencilla construccion, distinguiéndose tan solo como mas notable la casa llamada tribunal por ser de mejor fábrica. Se comunica este pueblo con sus inmediaatos por medio de caminos regulares, y recibe de la cabecera de la prov. el correo semanal establecido en la isla, en dias indeterminados. Confina el term. por E. con el de Calaca (dist. unas 2 leg.); por S. con Balayang, (que forma jurisd. con él, dist. 1 leg.); por N. con el monte Batulao y el térm. de Lian, (cuyo pueblo se halla á 1 ½ leg.), y por O. con el mar. El terreno es muy fértil y productivo, hallándose regado por varios r., que corren entre los montes, que abundan en esta jurids. En ellos se crian escelentes maderas de construccion y ebanistería, conservando sus bosques en todas las estaciones del año una frondosidad admirable. En la jurisd. de este pueblo existe una fábrica de azúcar, impulsada por medio del vapor, de la propiedad de los Sres. Rojas. Los demas pormenores sobre ind. prod., comercio y trib. (v. la matriz). Su pobl. consta de 422 alm.
(Buzeta y Bravo, 1850, p. 460)

En 2020, tenía censados 58 719 habitantes.